# طوغان باباگرگر
طوغان باباگرگر، روستایی از توابع بخش دلبران شهرستان قروه در استان کردستان ایران است. روستای مالوجه از توابع بخش دلبران شهرستان قروه با تصویب هیئت دولت به شهر مالوجه ارتقاء یافت و مرکز دهستان مالوجه به روستای طوغان باباگرگر تغییر یافت.

## جمعیت
این روستا در دهستان دلبران قرار دارد و براساس سرشماری مرکز آمار ایران در سال ۱۳۸۵، جمعیت آن ۶۷۶ نفر (۱۶۰خانوار) بوده است.

## فرهنگ وزبان
بیشتر مردم این روستا به زبان کردی کلهری و طوایفی نظیر طایفه محمدعلی ترک و خدابنده لو نیز به زبان ترکی تکلم می‌کنند. گروهی نیز در این روستا می‌باشند بنام
نوترکی nutarky، که دارای رسم ورسوم مخصوص به خود بوده ودرمیان خود به گویشی خاص تکلم می‌کنند. برطبق شواهد ظاهری این گروه اصالتاً از ایل بختیاری می‌باشند. ومبدا آنها روستای نوترکی در منطقه بختیاری بوده است.